# Paul Raynal
Paul Raynal (* 25. Juli 1885 in Narbonne; † 18. August 1971 in Paris) war ein französischer Dramatiker. Sein Bühnenstück Le Tombeau sous l’Arc de Triomphe (Das Grab des unbekannten Soldaten) war das meistgespielte Weltkriegsdrama Europas in der Zwischenkriegszeit.

## Leben
Der Vater war Weinhändler in Narbonne. Paul Raynal besuchte eine Dominikanerschule und anschließend ein Gymnasium. Danach studierte er Medizin, dann Jura. 1912 promovierte er in Paris.
Seit 1914 war er Soldat in der Champagne und im Orient. Seine Erlebnisse dort erschütterten ihn tief.
1920 wurde sein erstes Theaterstück Le maitre de son coeur uraufgeführt. Danach verfasste er Le tombeau sous l'Arc de Triomphe über das Heldengedenken zum Ersten Weltkrieg. Dieses wurde in Frankreich und in weiteren europäischen Ländern ein großer Bühnenerfolg und häufig gespielt. Danach verfasste er weitere Dramen, darunter zwei über den Ersten Weltkrieg.
1940 wurde sein Haus in L'Oise von deutschen Soldaten geplündert, was ihn tief traf. Danach schrieb er nicht mehr. In diesem Jahr hatte er auch einen schweren Autounfall, der ihn körperlich stark einschränkte. Für seine unvollendeten Dramen ließ Paul Raynal Plakate über fiktive Aufführungen mit bekannten Schauspielern drucken und hängte sie in seine Wohnung.
Paul Raynal starb 1971 in Paris und wurde in seiner Heimatstadt Narbonne bestattet.

## Werke

### Dramen

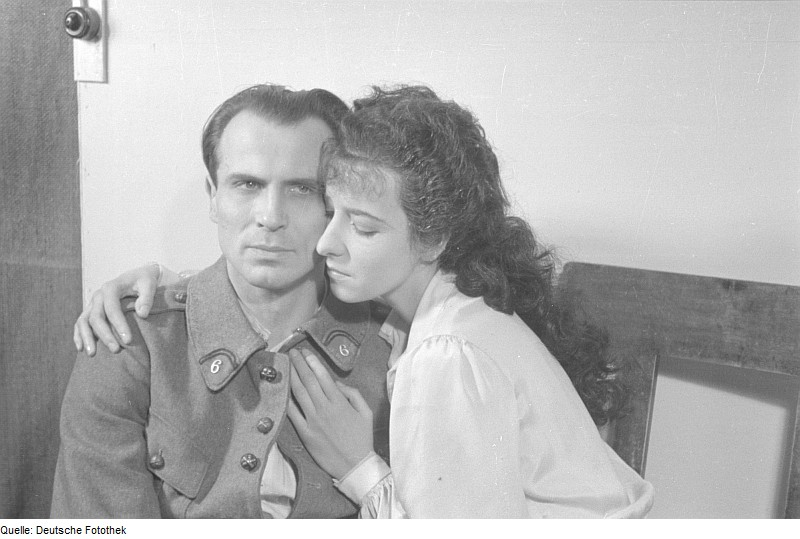
Inszenierung von „Das Grab des unbekannten Soldaten“ 1946 in Berlin (mit E. W. Borchert und J. M. Gorvin)

Angegeben sind alle vollendeten und aufgeführten Dramen. Die deutsch übersetzten Ausgaben sind in Klammern angegeben,
- 1909: Le maitre de son coeur, Komödie in drei Akten, 1920 uraufgeführt
- 1924: Le Tombeau sous l'Arc de Triomphe, („Das Grab des unbekannten Soldaten“, deutsch von Hedwig von Gerlach, 1926).
- 1932: Au seuil de l'Instinct, Tragödie in drei Akten.
- 1933: La Francerie („Die Marne“, übertragen von H. A. von Maltzahn, Paris 1933). drei Akte, über die Schlacht an der Marne
- 1937: Napoléon unique („Seine einzige Liebe“), epische Komödie in drei Akten
- 1941: A souffert sous Ponce Pilate, Stück in drei Akten.
- 1946: Le Matériel humain, drei Akte und ein Epilog, über die Kriegserlebnisse im Orient

### Weitere Werke
- Le vignoble français et l'Afrique du Nord, Dissertation, Paris 1912
- L'Expedition d'Alger (1830), 1930